# そばにいるよ (ELISAの曲)
「そばにいるよ」は、ELISAの楽曲。作詞はELISA、作曲はしほりが手掛けた。10枚目のシングルとして2013年6月19日にSME Recordsから発売された。

## 概要
ELISAのシングルとしては前作「SCARLET WINGS」から1年7か月ぶり、SME Recordsへ移籍後初のリリースとなる。
本曲は、テレビアニメ『革命機ヴァルヴレイヴ』1stシーズンの2代目エンディングテーマに起用された。内容は指南ショーコをはじめとしたヒロインたちの想いが込められており、歌詞中の「どうか消えないで〜」は作中の人物の心情とELISA自身のそれを重ねている。なお、イントロではフレーズを造語にしてあたかも物語のプロローグを表現している。
シングルは初回限定盤 (SECL-1324/5)、通常盤 (SECL-1326)、期間限定盤 (SECL-1327) の3種リリースで、初回限定盤には本曲のPVを収録したDVDが同梱されている。なお、期間限定盤のジャケットには同アニメの主人公の時縞ハルトと、全裸姿の指南ショーコが描かれている。

## シングル収録内容

### 初回限定盤・通常盤
| #         | タイトル                       | 作詞            | 作曲      | 編曲      | 時間  |
| --------- | ------------------------------ | --------------- | --------- | --------- | ----- |
| 1.        | 「そばにいるよ」               | ELISA           | しほり    | 大久保薫  | 4:13  |
| 2.        | 「エマージュ」                 | ELISA、渡辺翔   | 渡辺翔    | 前口渉    | 4:48  |
| 3.        | 「for us」                     | ELISA、矢吹香那 | 矢吹香那  | 前口渉    | 4:55  |
| 4.        | 「そばにいるよ」(Instrumental) |                 |           |           | 4:09  |
| 合計時間: | 合計時間:                      | 合計時間:       | 合計時間: | 合計時間: | 18:05 |

| #  | タイトル                                     | 作詞 | 作曲・編曲 |
| -- | -------------------------------------------- | ---- | ---------- |
| 1. | 「そばにいるよ」(Music Video)                |      |            |
| 2. | 「Special Interview」(LiS ANi!VOICE SPECIAL) |      |            |
| 3. | 「The Making of "そばにいるよ"」             |      |            |

### 期間生産限定盤
| #         | タイトル                  | 作詞  | 作曲・編曲 | 時間 |
| --------- | ------------------------- | ----- | ---------- | ---- |
| 1.        | 「そばにいるよ」          |       |            | 4:13 |
| 2.        | 「エマージュ」            |       |            | 4:48 |
| 3.        | 「for us」                |       |            | 4:55 |
| 4.        | 「そばにいるよ」(TV Size) |       |            | 1:55 |
| 合計時間: | 合計時間:                 | 15:51 |            |      |